# (466995) 2016 CR18
(466995) 2016 CR18 es un asteroide perteneciente al cinturón de asteroides, descubierto el 15 de abril de 2001 por el equipo Spacewatch desde el Observatorio Nacional de Kitt Peak (Arizona, Estados Unidos).